# Drapetsona
Drapetsona este un oraș în Grecia.